# A Day to Remember/Diskografie
Diese Diskografie ist eine Übersicht über die musikalischen Werke der US-amerikanischen Post-Hardcore-Band A Day to Remember. Den Schallplattenauszeichnungen zufolge hat sie bisher mehr als 4,8 Millionen Tonträger verkauft, davon alleine in ihrem Heimatland über vier Millionen. Ihre erfolgreichste Veröffentlichung ist die Single If It Means a Lot to You mit über 1,2 Millionen verkauften Einheiten.

## Alben

### Studioalben
| Jahr | Titel Musiklabel                             | Höchstplatzierung, Gesamtwochen, AuszeichnungChartplatzierungen (Jahr, Titel, Musiklabel, Platzierungen, Wochen, Auszeichnungen, Anmerkungen) | Höchstplatzierung, Gesamtwochen, AuszeichnungChartplatzierungen (Jahr, Titel, Musiklabel, Platzierungen, Wochen, Auszeichnungen, Anmerkungen) | Höchstplatzierung, Gesamtwochen, AuszeichnungChartplatzierungen (Jahr, Titel, Musiklabel, Platzierungen, Wochen, Auszeichnungen, Anmerkungen) | Höchstplatzierung, Gesamtwochen, AuszeichnungChartplatzierungen (Jahr, Titel, Musiklabel, Platzierungen, Wochen, Auszeichnungen, Anmerkungen) | Höchstplatzierung, Gesamtwochen, AuszeichnungChartplatzierungen (Jahr, Titel, Musiklabel, Platzierungen, Wochen, Auszeichnungen, Anmerkungen) | Anmerkungen                                                                              |
| Jahr | Titel Musiklabel                             | DE | AT | CH | UK | US | Anmerkungen                                                                              |
| ---- | -------------------------------------------- | --- | --- | --- | --- | --- | ---------------------------------------------------------------------------------------- |
| 2005 | And Their Name Was Treason Indianola Records | — | — | — | — | — | Erstveröffentlichung: 10. Mai 2005 Wiederveröffentlichung im Oktober 2008 als Old Record |
| 2007 | For Those Who Have Heart Victory Records     | — | — | — | — | — | Erstveröffentlichung: 22. Januar 2007                                                    |
| 2009 | Homesick Victory Records                     | — | — | — | UK— GoldUK | US21 Gold · (21 Wo.)US | Erstveröffentlichung: 3. Februar 2009 Verkäufe: + 740.000                                |
| 2010 | What Separates Me from You Victory Records   | — | — | — | UK66 Silber · (1 Wo.)UK | US11 Gold · (17 Wo.)US | Erstveröffentlichung: 15. November 2010 Verkäufe: + 560.000                              |
| 2013 | Common Courtesy Eigenverlag                  | DE48 (1 Wo.)DE | AT40 (1 Wo.)AT | — | UK57 (1 Wo.)UK | US37 (15 Wo.)US | Erstveröffentlichung: 8. Oktober 2013                                                    |
| 2016 | Bad Vibrations Eigenverlag                   | DE7 (3 Wo.)DE | AT7 (2 Wo.)AT | CH17 (1 Wo.)CH | UK6 (2 Wo.)UK | US2 (4 Wo.)US | Erstveröffentlichung: 2. September 2016                                                  |
| 2021 | You’re Welcome Fueled by Ramen               | DE7 (2 Wo.)DE | AT12 (1 Wo.)AT | CH87 (1 Wo.)CH | UK36 (1 Wo.)UK | US15 (1 Wo.)US | Erstveröffentlichung: 5. März 2021                                                       |
| 2025 | Big Ole Album, Vol. 1 Fueled by Ramen        | DE44 (1 Wo.)DE | AT56 (1 Wo.)AT | — | — | US155 (2 Wo.)US | Erstveröffentlichung: 21. Februar 2025                                                   |

### EPs
- 2004: Halos for Heros, Dirt for the Dead (Eigenverlag)
- 2005: A Day to Remember (Eigenverlag)
- 2010: Attack of the Killer B-Sides (Victory Records)

## Singles

### Als Leadmusiker
| Jahr | Titel Album                                              | Höchstplatzierung, Gesamtwochen, AuszeichnungChartplatzierungen (Jahr, Titel, Album, Platzierungen, Wochen, Auszeichnungen, Anmerkungen) | Höchstplatzierung, Gesamtwochen, AuszeichnungChartplatzierungen (Jahr, Titel, Album, Platzierungen, Wochen, Auszeichnungen, Anmerkungen) | Höchstplatzierung, Gesamtwochen, AuszeichnungChartplatzierungen (Jahr, Titel, Album, Platzierungen, Wochen, Auszeichnungen, Anmerkungen) | Höchstplatzierung, Gesamtwochen, AuszeichnungChartplatzierungen (Jahr, Titel, Album, Platzierungen, Wochen, Auszeichnungen, Anmerkungen) | Höchstplatzierung, Gesamtwochen, AuszeichnungChartplatzierungen (Jahr, Titel, Album, Platzierungen, Wochen, Auszeichnungen, Anmerkungen) | Anmerkungen                                                                   |
| Jahr | Titel Album                                              | DE | AT | CH | UK | Rock | Anmerkungen                                                                   |
| --- | -------------------------------------------------------- | --- | --- | --- | --- | --- | ----------------------------------------------------------------------------- |
| 2009 | If It Means a Lot to You Homesick                        | — | — | — | UK— SilberUK | Rock— PlatinRock | Erstveröffentlichung: 3. Februar 2009, feat. Sierra Kay Verkäufe: + 1.200.000 |
| 2009 | The Downfall of Us All Homesick                          | — | — | — | UK— SilberUK | Rock— GoldRock | Erstveröffentlichung: 26. Mai 2009 Verkäufe: + 700.000                        |
| 2010 | Have Faith in Me Homesick                                | — | — | — | — | Rock— GoldRock | Erstveröffentlichung: 2. März 2010 Verkäufe: + 500.000                        |
| 2010 | All I Want What Separates Me from You                    | — | — | — | UK— SilberUK | Rock25 Gold · (20 Wo.)Rock | Erstveröffentlichung: 12. Oktober 2010 Verkäufe: + 700.000                    |
| 2011 | All Signs Point to Lauderdale What Seperates Me from You | — | — | — | — | Rock48 (3 Wo.)Rock | Erstveröffentlichung: 24. Mai 2011                                            |
| 2016 | Paranoia Bad Vibrations                                  | — | — | — | — | Rock13 (8 Wo.)Rock | Erstveröffentlichung: 11. März 2016                                           |
| 2016 | Bad Vibrations                                           | — | — | — | — | Rock46 (1 Wo.)Rock | Erstveröffentlichung: 3. Juni 2016                                            |
| 2016 | Naivety Bad Vibrations                                   | — | — | — | — | Rock43 (1 Wo.)Rock | Erstveröffentlichung: 19. August 2016                                         |
| 2016 | We Got This Bad Vibrations                               | — | — | — | — | Rock42 (1 Wo.)Rock | Erstveröffentlichung: 1. September 2016                                       |
| 2019 | Degenerates You’re Welcome                               | — | — | — | — | Rock29 (1 Wo.)Rock | Erstveröffentlichung: 20. August 2019                                         |
| 2019 | Resentment You’re Welcome                                | — | — | — | — | Rock10 (12 Wo.)Rock | Erstveröffentlichung: 22. November 2019                                       |
| 2021 | Everything We Need You’re Welcome                        | — | — | — | — | Rock49 (1 Wo.)Rock | Erstveröffentlichung: 27. Januar 2021                                         |
| 2022 | Miracle –                                                | — | — | — | — | Rock29 (1 Wo.)Rock | Erstveröffentlichung: 21. Juli 2022                                           |
| Folgende Lieder erschienen nicht als Single, wurden aber durch das Album zum Download und Streaming bereitgestellt und konnten somit eine Platzierung erlangen: |                                                          | | | | | |                                                                               |
| |                                                          | | | | | |                                                                               |
| 2009 | I’m Made of Way, Larry, What Are You Made Of? Homesick   | — | — | — | — | Rock— GoldRock | Erstveröffentlichung: 3. Februar 2009, feat. Mike Hranica Verkäufe: + 500.000 |
| 2021 | Last Chance to Dance (Bad Friend) You’re Welcome         | — | — | — | — | Rock41 (1 Wo.)Rock | Erstveröffentlichung: 5. März 2021                                            |

Weitere Singles
- 2009: NJ Legion Iced Tea
- 2011: It’s Complicated
- 2013: Right Back at It Again
- 2014: End of Me
- 2016: Bullfight
- 2018: Same About You
- 2020: Mindreader
- 2020: Brick Wall

### Als Gastmusiker
| Jahr | Titel Album           | Höchstplatzierung, Gesamtwochen, AuszeichnungChartplatzierungen (Jahr, Titel, Album, Platzierungen, Wochen, Auszeichnungen, Anmerkungen) | Höchstplatzierung, Gesamtwochen, AuszeichnungChartplatzierungen (Jahr, Titel, Album, Platzierungen, Wochen, Auszeichnungen, Anmerkungen) | Höchstplatzierung, Gesamtwochen, AuszeichnungChartplatzierungen (Jahr, Titel, Album, Platzierungen, Wochen, Auszeichnungen, Anmerkungen) | Höchstplatzierung, Gesamtwochen, AuszeichnungChartplatzierungen (Jahr, Titel, Album, Platzierungen, Wochen, Auszeichnungen, Anmerkungen) | Höchstplatzierung, Gesamtwochen, AuszeichnungChartplatzierungen (Jahr, Titel, Album, Platzierungen, Wochen, Auszeichnungen, Anmerkungen) | Anmerkungen                                                            |
| Jahr | Titel Album           | DE | AT | CH | UK | US | Anmerkungen                                                            |
| ---- | --------------------- | --- | --- | --- | --- | --- | ---------------------------------------------------------------------- |
| 2019 | Rescue Me Joytime III | — | — | — | — | US92 (1 Wo.)US | Marshmello feat. A Day to Remember Erstveröffentlichung: 14. Juni 2019 |

### Beiträge für Soundtracks
- 2022: Miracle (auf NHL 23)

## Videografie

### Videoalben
- 2008: For Those Who Have Heart – DVD (Victory Records)
- 2009: The Homesick – DVD (Victory Records)
- 2013: Common Courtesy (The Series) (Eigenverlag)

### Musikvideos
- 2004: Breathe Hope in Me
- 2006: A Second Glance
- 2007: The Plot to Bomb the Panhandle
- 2007: Monument
- 2008: The Danger in Starting a Fire
- 2008: Since U Been Gone
- 2009: The Downfall of Us All
- 2009: Mr. Highway’s Thinking About the End
- 2009: Right Where You Want Me to Be
- 2010: I’m Made of Wax, Larry, What Are You Made Of?
- 2010: Have Faith in Me
- 2011: All I Want
- 2011: All Signs Point to Lauderdale
- 2012: 2nd Sucks
- 2013: Right Back at It Again
- 2014: End of Me
- 2014: I’m Already Gone
- 2015: City of Ocala
- 2016: Paranoia
- 2016: Bad Vibrations
- 2016: Bullfight
- 2016: Naivety
- 2017: We Got This
- 2019: Resentment
- 2020: Mindreader
- 2021: Everything We Need

## Statistik

### Chartauswertung
|                     | DE    | AT    | CH    | UK    | US    |
| ------------------- | ----- | ----- | ----- | ----- | ----- |
| Nummer-eins-Alben   | DE—DE | AT—AT | CH—CH | UK—UK | US—US |
| Top-10-Alben        | DE2DE | AT1AT | CH—CH | UK1UK | US1US |
| Alben in den Charts | DE4DE | AT4AT | CH2CH | UK4UK | US5US |

|                       | DE    | AT    | CH    | UK    | US    | Rock       |
| --------------------- | ----- | ----- | ----- | ----- | ----- | ---------- |
| Nummer-eins-Singles   | DE—DE | AT—AT | CH—CH | UK—UK | US—US | Rock—Rock  |
| Top-10-Singles        | DE—DE | AT—AT | CH—CH | UK—UK | US—US | Rock1Rock  |
| Singles in den Charts | DE—DE | AT—AT | CH—CH | UK—UK | US1US | Rock12Rock |

### Auszeichnungen für Musikverkäufe
| Goldene Schallplatte - Kanada - 2017: für das Album Homesick |

Anmerkung: Auszeichnungen in Ländern aus den Charttabellen bzw. Chartboxen sind in ebendiesen zu finden.
| Land/RegionAuszeichnungen für Musikverkäufe (Land/Region, Auszeichnungen, Verkäufe, Quellen) | Silber     | Gold     | Platin  | Verkäufe  | Quellen         |
| -------------------------------------------------------------------------------------------- | ---------- | -------- | ------- | --------- | --------------- |
| Kanada (MC)                                                                                  | —          | Gold1    | —       | 40.000    | musiccanada.com |
| Vereinigte Staaten (RIAA)                                                                    | —          | 6× Gold6 | Platin1 | 4.000.000 | riaa.com        |
| Vereinigtes Königreich (BPI)                                                                 | 4× Silber4 | Gold1    | —       | 760.000   | bpi.co.uk       |
| Insgesamt                                                                                    | 4× Silber4 | 8× Gold8 | Platin1 |           |                 |